# امی جکسون (بازیکن فوتبال)
امی جکسون (انگلیسی: Amy Jackson؛ زادهٔ ۸ سپتامبر ۱۹۸۷) بازیکن فوتبال اهل استرالیا است.
وی همچنین در تیم ملی فوتبال Australia U20 بازی کرده‌است.